# Lebender Marmor
Lebender Marmor ist ein österreichischer Erotikfilm aus dem Jahre 1910. Regie führte Johann Schwarzer. Der Film wurde im Rahmen eines Pikanten Herrenabend durch die Firma Saturn-Film veröffentlicht. 1911 wurde der Film beschlagnahmt. Die Beschlagnahme wurde im Amtsblatt der Wiener Zeitung bekanntgemacht.

## Filminhalt
Ein Spießer hat der Erotik abgeschworen. Um ihn wieder zur Vernunft zu bringen, beschließen seine Freunde, ihm eine Statue zu schenken. Diese Statue ist in Wirklichkeit eine Frau, die der Spießer mit Liebe und Inbrunst streichelt. Sie wird daraufhin lebendig. Wenig später erscheinen seine Freunde und klären ihn über ihren Scherz auf.
Wenig später fällt das Logo der Firma Saturn-Film in die Studiodekoration, und die Handlung geht erotisch ihrem Ende entgegen.